# Miss Trinidad & Tobago
O Miss Trinidad & Tobago é um concurso de beleza feminino que acontece anualmente com o intuito de eleger uma candidata para o concurso de beleza mais famoso, o Miss Universo. A organização também escolhe misses para representar o Trinidad & Tobago em outros concursos como Miss Mundo e Miss Terra.
Apesar de só começar a participar do certame internacional em 1966, o país caribenho já vem ganhando visibilidade internacionalmente. O país já conseguiu eleger duas Misses Universo, a primeira em 1977 com Janelle Commissiong e em 1998 com Wendy Fitzwilliam.

## Vencedoras
| Ano  | Representante              | Divisão         | Colocação              |
| 1966 | Kathleen Hares             |                 |                        |
| 1971 | Sally Karamath             | San Fernando    |                        |
| 1973 | Camella King               | San Fernando    |                        |
| 1974 | Stephanie Lee Pack         |                 |                        |
| 1975 | Christine Mary Jackson     |                 |                        |
| 1976 | M. Elizabeth McFarlane     | Port of Spain   |                        |
| 1977 | Janelle Commissiong        | Port of Spain   | MISS UNIVERSO 1977     |
| 1978 | Sophia Titus               | Port of Spain   |                        |
| 1979 | Marie Noelle Diaz          |                 |                        |
| 1980 | Althea Ingrid Rocke        | Princes Town    |                        |
| 1981 | Romini Samaroo             |                 |                        |
| 1982 | Suzanne Troboulay          |                 |                        |
| 1983 | Sandra Williams            | Saint George    |                        |
| 1984 | Gina Maria Tardieu         | Port of Spain   |                        |
| 1985 | Brenda Joy Fahey           |                 |                        |
| 1986 | Candace Jennings           | Port of Spain   |                        |
| 1987 | Denise Richards            |                 |                        |
| 1988 | Cheryl Ann Gordon          |                 |                        |
| 1989 | Guenevere Kelshall-Huggins | Port of Spain   |                        |
| 1990 | Maryse De Gourville        |                 |                        |
| 1991 | Josie Ann Richards         |                 |                        |
| 1993 | Rachel Charles             |                 |                        |
| 1994 | Lorca Gatcliffe            |                 |                        |
| 1995 | Arlene Peterkin            |                 | Finalista (Top 06)     |
| 1996 | Michelle Khan              | Port of Spain   |                        |
| 1997 | Margot Rita Burgois        |                 | 3º. Lugar              |
| 1998 | Rachelle Fitzwilliam       | Port of Spain   | MISS UNIVERSO 1998     |
| 1999 | Nicole Simone Dyer         | San Juan        |                        |
| 2000 | Heidi Ann Rostant          | Port of Spain   |                        |
| 2001 | Alexia Charlerie           | Port of Spain   |                        |
| 2002 | Nasma Mohamed              | Port of Spain   |                        |
| 2003 | Faye Alibocus              | San Fernando    | Semifinalista (Top 10) |
| 2004 | Danielle Jones             | Port of Spain   | 5º. Lugar              |
| 2005 | Magdalene Walcott          | Port of Spain   | Semifinalista (Top 15) |
| 2006 | Kenisha Thom               | Tobago          | Semifinalista (Top 10) |
| 2008 | Anya Ayoung-Chee           | Port of Spain   |                        |
| 2010 | La Toya Woods              | Couva           |                        |
| 2011 | Gabrielle Walcott          | Port of Spain   |                        |
| 2012 | Avionne Mark               | San Juan        |                        |
| 2013 | Catherine Miller           | Port of Spain   |                        |
| 2014 | Jevon King                 | Diego Martin    |                        |
| 2017 | Yvonne Clarke              | San Fernando    |                        |
| 2018 | Martrecia Alleyne          | Saint Augustine |                        |